# تمرد مانتسلا
تمرد مانتســَـلا (بالفنلندية Mäntsälän kapina) محاولة انقلاب فاشلة قامت بها حركة لابوا للإطاحة بالحكومة الفنلندية.
يوم 27 فبراير 1932 اقتحم نحو 400 مسلح من أعضاء ميليشيا الحرس الأبيض اجتماع للديمقراطيين الاشتراكيين في مانتســَـلا مستخدمين أسلحة نارية خفيفة. بعد بضعة أيام، وصلت قيادات من حركة لابوا (Lapuanliike) ومئات من المسلحين التابعين الحرس الأبيض إلى مانتســَـلا. كما انضم الرئيس السابق لهيئة الأركان العامة الميجور جنرال فالنيوس إلى قيادة التمرد. رفض الرجال التراجع وطالبوا باستقالة الحكومة وإجراء تغيير في المسار السياسي.
بعد يومين أمرت الحكومة باعتقال قادة حركة لابوا باستخدام قانون حماية الجمهورية التي كانت الحركة نفسها قد حثت لإقراره قبل سنة. بدأت وحدات الجيش الاستعداد بوصفها رئيس الدفاع، استعد الجنرال آرني سيهفو لاستخدام القوة لانهاء التمرد. اعطيت اوامر لتعزيز الدفاع عن هلسنكي بالدبابات والمدفعية في حال كان الموقف سيتفاقم. بزيادة حدة التوتر ازداد استهلاك الكحول بين المحرضين.
في الثاني من مارس ألقى الرئيس سفنهوفود خطاباً إذاعياً دعى فيه رجال المسلحين للعودة إلى ديارهم، متعهداً بمعاقبة القادة فقط. تفرق الرجال واعتقل القادة بعد بضعة أيام. خلال الربيع تم حل حركة لابوا.
يمكن اعتبار تمرد مانتســَـلا آخر حدث كبير نتج عن نشاط اليمين المتطرف في فنلندا بعد الحرب الأهلية. تحسن الوضع الاقتصادي الفنلندي في السنوات التالية وخسرت الحركات المتطرفة الدعم.